# Paliga
Paliga là một chi bướm đêm thuộc họ Crambidae.

## Species
- Paliga anpingialis (Strand, 1918)
- Paliga celatalis (Walker, 1859)
- Paliga damastesalis (Walker, 1859)
- Paliga fuscicostalis C. Swinhoe, 1894
- Paliga ignealis (Walker, 1866)
- Paliga leerna fontanis (Carolo, 2016)
- Paliga leucanalis C. Swinhoe, 1890
- Paliga machoeralis (Walker, 1859)
- Paliga quadrigalis (Hering, 1901)
- Paliga rubicundalis Warren, 1896
- Paliga schenklingi (Strand, 1918)